# Riserva naturale Bosco WWF di Vanzago
La riserva naturale Bosco WWF di Vanzago è un'area naturale protetta regionale situata nella campagna milanese a circa 20 km dalla città, nel comune di Vanzago.

## Storia

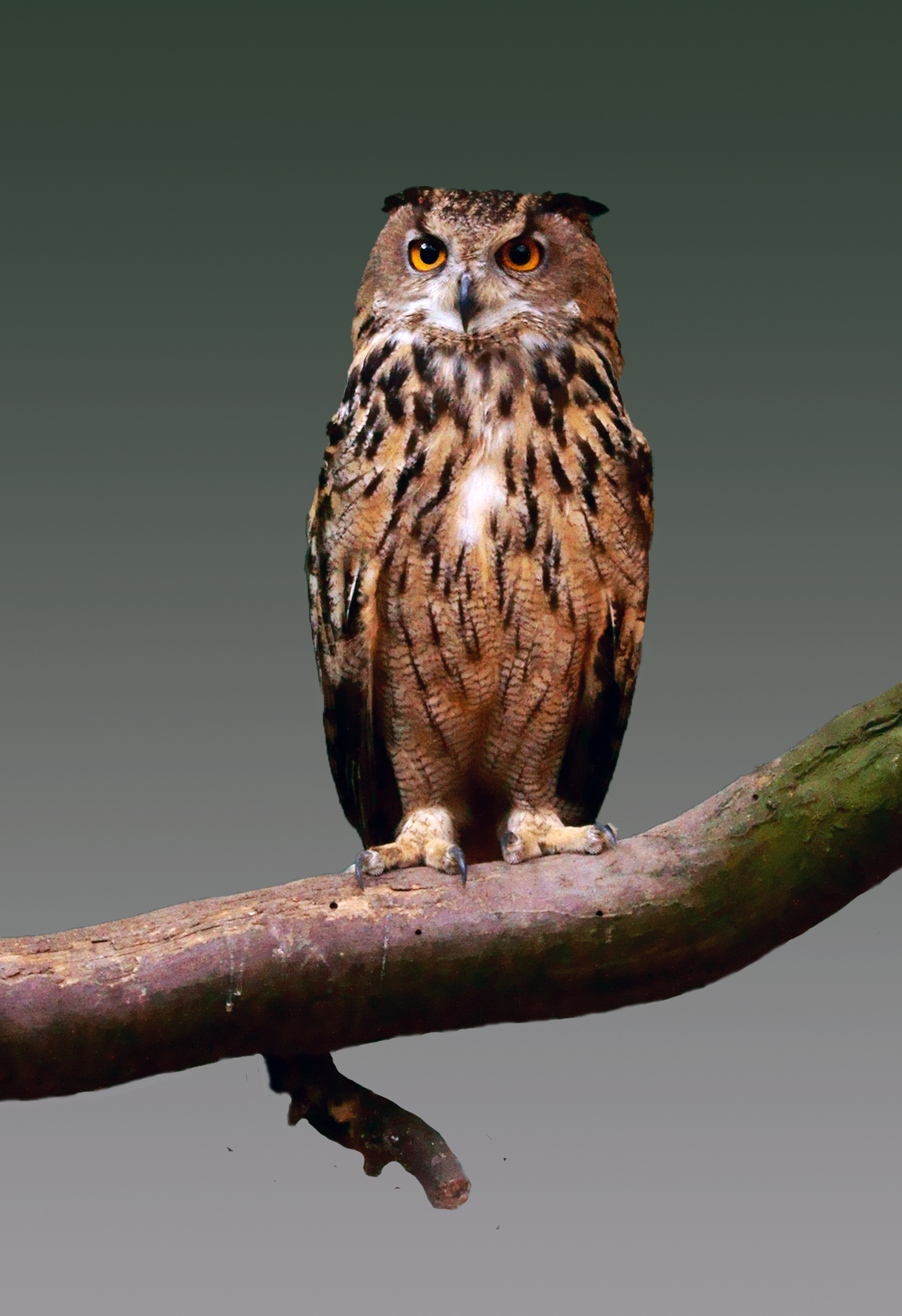
Gufo curato presso l'Oasi WWF di Vanzago.

L'oasi naturalistica nasce da un lascito del commendatore Ulisse Cantoni, importante imprenditore locale, che volle che la sua riserva personale di caccia diventasse un'oasi faunistica del WWF dopo la sua morte (avvenuta nel 1977).
Così avvenne e nel tempo la flora importata dalle zone boscose montane, più adatta per una riserva di caccia, si sostituì con la flora autoctona, ricreando un corretto habitat per le specie animali presenti nel bosco.